# Drehspulmesswerk
Ein Drehspulmesswerk ist bei elektromechanischen Messgeräten das bevorzugt eingesetzte Kernstück zur Messung der Stärke elektrischer Ströme. Durch entsprechende hochohmige Ausführung der Spule können auch elektrische Spannungen direkt gemessen werden. Das Drehspulmesswerk stellt im Prinzip eine fortschrittliche Bauform eines Galvanometers dar und wurde im Jahr 1888 von Edward Weston entwickelt. Es zeigt die Stromstärke als einen dem Messstrom proportionalen Zeigerausschlag vor einer Skale an. Damit die Ablesung der Skalenanzeige möglichst präzise erfolgen kann, wird die Skale oft als Spiegelskale ausgeführt. Eine Sonderbauform stellt das Drehspulrelais dar, bei dem der Zeiger und die Skale durch elektrische Kontakte wie bei einem Relais ersetzt sind und bei bestimmten Winkelpositionen der Spule geschlossen oder geöffnet werden.
Im praktischen Einsatz ist das Drehspulmessgerät mittlerweile durch digitale Messgeräte wie das Digitalmultimeter weitgehend ersetzt worden. Bei zeitvariablen Messgrößen hat es durch seine integrierende Anzeige (träger Zeigerausschlag, abhängig von der beschleunigten Masse) aber durchaus noch Bedeutung.

## Aufbau

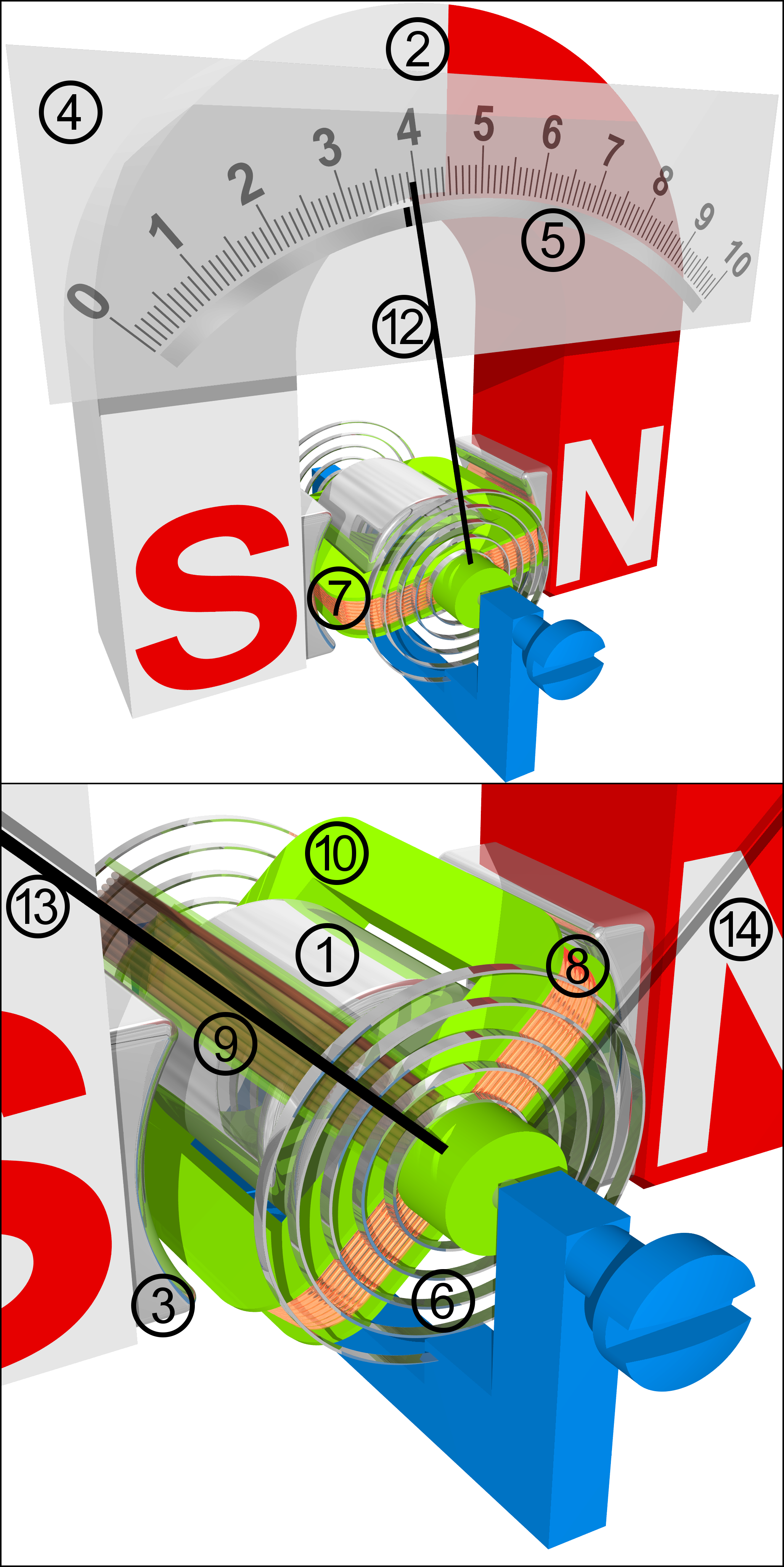
Funktionsprinzip eines Drehspulmesswerkes: (1) Weicheisenkern, (2) Permanentmagnet, (3) Polschuhe, (4) Skale, (5) Spiegelskale, (6) Rückstellfeder, (7) Drehspule, (8) Maximalausschlag, (9) Ruhelage, (10) Spulenkörper, (12) Zeiger, (13) Südpol, (14) Nordpol

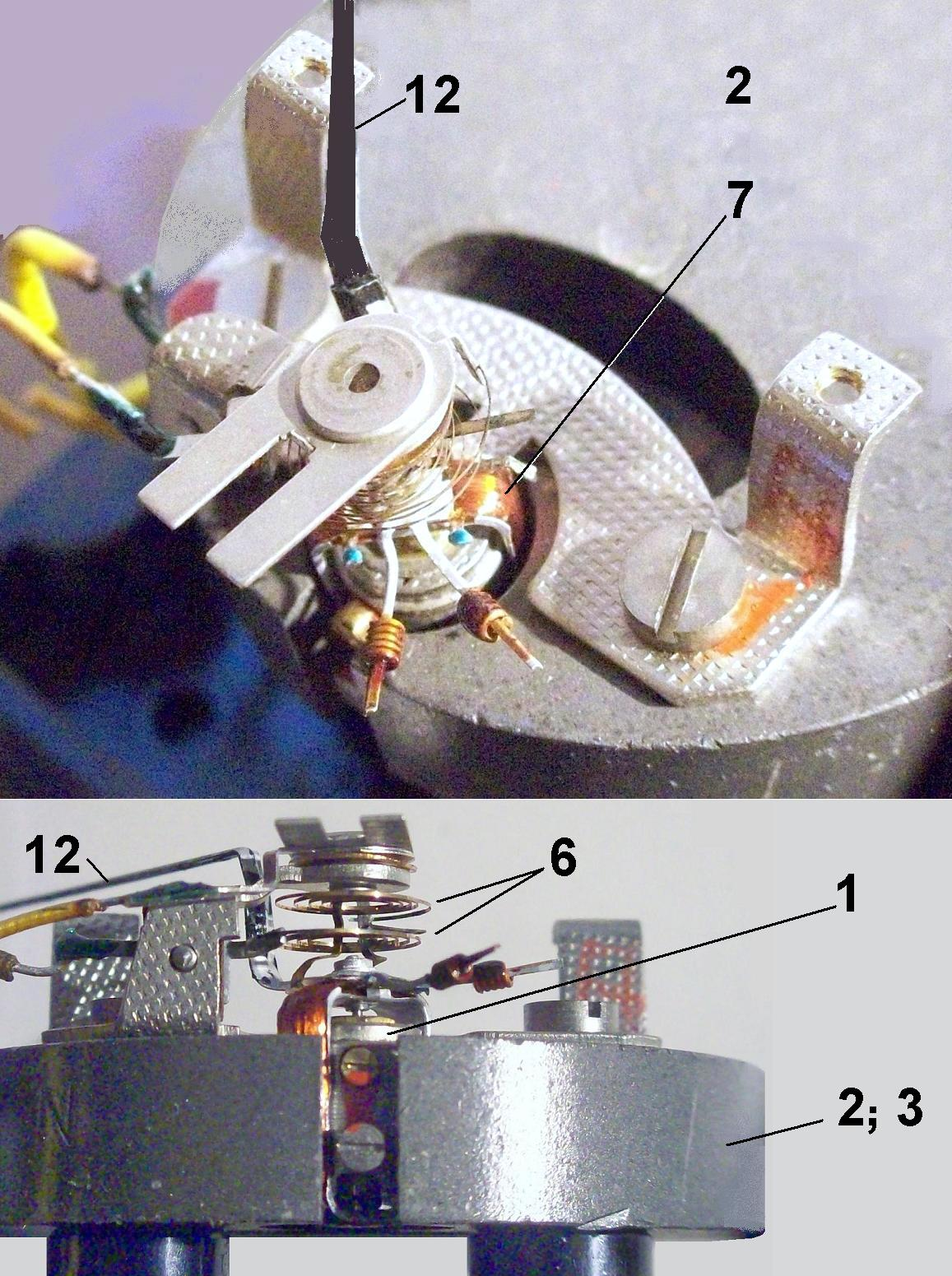
Ansichten eines Drehspulmesswerkes für 100 µA Vollausschlag; Drehspule ca. 13 mm hoch; Skale entfernt

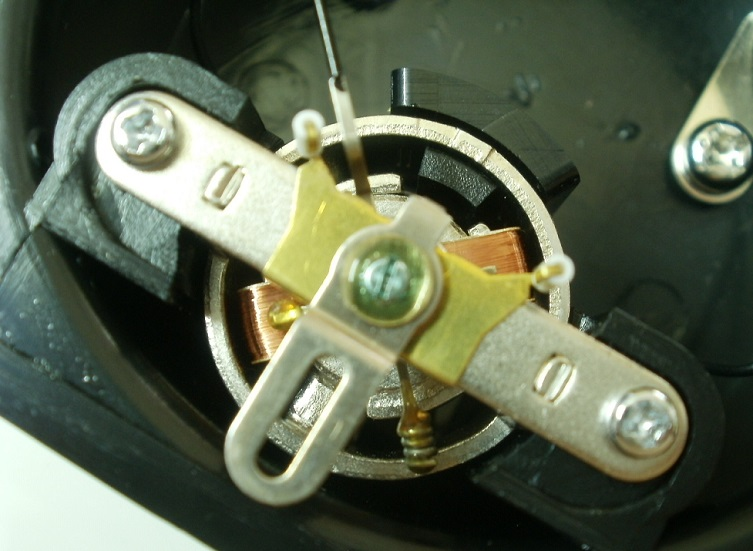
Drehspulmesswerk mit Kernmagnet; Durchmesser der Rückschlussringes etwa 18 mm

Eine drehbare Spule (7) aus Kupferdraht befindet sich im Feld eines Dauermagneten (2). Zwei Spiralfedern (6) dienen sowohl der Stromzufuhr als auch der Rückstellung in die Ruhelage.
Bei der Spannbandlagerung dienen axial gespannte Torsionsbänder zugleich als Aufhängung, zur Herstellung der Rückstellkraft und zur Stromzufuhr. Solche Drehspulmessgeräte benötigen keine Spitzenlagerung der Drehspule und sind daher frei von Fehlern durch Haftreibung. Verbreiteter ist die Spitzenlagerung, siehe Abbildung, die mechanisch wesentlich robuster ist.
Der Zeiger soll starr, leicht und zur genauen Ablesung zumindest im Skalenbereich sehr dünn sein. Es gibt Ausführungen aus Metall und aus Glas. Zum Ausgleich für das Gewicht des Zeigers sind in Gegenrichtung 1 bis 3 Gegengewichte angebracht.
Die Spule ist meist auf einen Aluminiumrahmen gewickelt, der zugleich eine Kurzschlusswindung bildet und das Messwerk dämpft, sodass der Anzeigewinkel mit geringem Überschwingen nach kürzester Zeit erreicht wird. Um empfindliche Messgeräte beim Transport zu schützen, werden sie zusätzlich kurzgeschlossen, um die Dämpfung durch die Gegenspannung infolge Bewegungsinduktion weiter zu erhöhen. Bei Drehspulmesswerken liegt der Dauermagnet entweder in Hufeisenform außen, während ein Weicheisenkern in Zylinderform in der Spule angeordnet ist, oder der Magnet liegt im Inneren der Drehspule (Kernmagnet; siehe Bild) und der magnetische Kreis ist in Form eines Ringes aus weichmagnetischem Material außerhalb der Spule geschlossen.
Polschuhe und Eisenkern gewährleisten, dass sich die Drehspule in dem vorgesehenen Drehbereich (ca. 90°) immer in einem hinreichend gleich starken Feld befindet, sodass der Ausschlag proportional zum Messstrom ist.
Größere Drehwinkel (um 270°) können erreicht werden, indem sich die flache Drehspule auf einem als Ring ausgebildeten Polschuh bewegt, dem der axial magnetisierte Ringmagnet parallel gegenübersteht.
Beim sogenannten Tauchspulmesswerk wird ein Dauermagnet gegen die Kraft einer Feder geradlinig in eine vom gleichgerichteten Strom durchflossene Spule hineingezogen. Das abweichende Prinzip (es ist nicht elektrodynamisch, sondern elektromagnetisch) wird  bei zweipoligen Spannungsprüfern angewendet, wo es nur darum geht, bestimmte, erwartete Spannungswerte (z. B. 110 V, 230 V und 380 V) voneinander zu unterscheiden.

## Funktion
Wird über die Anschlussklemmen und die Federn bzw. Spannbänder Strom durch die Spule geleitet, so wirkt auf die im Luftspalt befindlichen Leiter der Spule die Lorentzkraft. Dadurch dreht sich der Spulenkörper im Feld des Magneten gegen die Kraft der Federn, bis das Drehmoment aus der Lorentzkraft gleich dem Drehmoment aus der winkelabhängigen Rückstellkraft der Spiralfedern ist.
In dieser Stellung bleibt die Spule stehen, und der an ihr befestigte Zeiger (12) gibt auf einer Skale (4) den entsprechenden Wert der Stromstärke an. Nach Abschalten des Stroms stellen die Federn den Zeiger wieder in die Nullstellung (9) zurück. Da die Federkraft proportional zum Drehwinkel (hookesches Gesetz) und die Lorentzkraft proportional zur Stromstärke ist, ergibt sich eine linear geteilte Skale über einen Drehwinkel von etwa 90°. 
Folgende Drehmomente sind im Gleichgewicht dann gleich:
{\displaystyle M_{L}=2\cdot F_{L}\cdot r=n\cdot I\cdot l\cdot B\cdot 2r}
{\displaystyle M_{F}=D\cdot \alpha }
Die Gleichung für den Zeigerausschlag ergibt sich zu:
{\displaystyle \alpha ={\frac {n\cdot I\cdot B\cdot A}{D}}}
Dabei ist {\displaystyle n} die Anzahl der Windungen der Spule, {\displaystyle r} deren Radius bzw. {\displaystyle 2r} deren Durchmesser, {\displaystyle l} die Spulenhöhe und daraus ergebend {\displaystyle A} die Fläche der Spule (also {\displaystyle l} mal {\displaystyle 2r}), sowie {\displaystyle I} die elektrische Stromstärke, {\displaystyle B} die magnetische Flussdichte im Luftspalt, {\displaystyle D} die Federkonstante und {\displaystyle \alpha } der Winkel zwischen Zeigerausschlag und Ruhelage.
Ein Drehspulmesswerk arbeitet polaritätsabhängig, d. h. beim Umpolen des Stroms schlägt der Zeiger in der anderen Richtung aus. Mit diesem Verhalten kann nur Gleichstrom gemessen werden, zur Messung von Wechselstrom muss ein Gleichrichter vorgeschaltet werden, um den so gebildeten Gleichrichtwert zu messen.
Durch mechanische Trägheit kann der Zeiger einer schnellen Stromänderung nicht folgen. Das Messwerk bildet bei Wechselstrom oberhalb einer bestimmten Frequenz, ungefähr ab etwa 10 Hz, den Gleichwert des Stromes, wodurch es Null anzeigt. Dieses Verhalten steht im Gegensatz zum Dreheisenmesswerk, das über die Reluktanzkraft den quadratischen Mittelwert, also den Effektivwert, anzeigt. 
Bei manchen Messwerken befindet sich die Null, also die Zeiger-Ruhestellung der Drehspule, in der Mitte der Skale bzw. des Drehbereiches, so dass Ströme beider Polaritäten angezeigt werden können. Befindet sich die Null am Rand der Skale, so kann das Messwerk nur für eine Polarität benutzt werden.

## Anwendungsgebiete

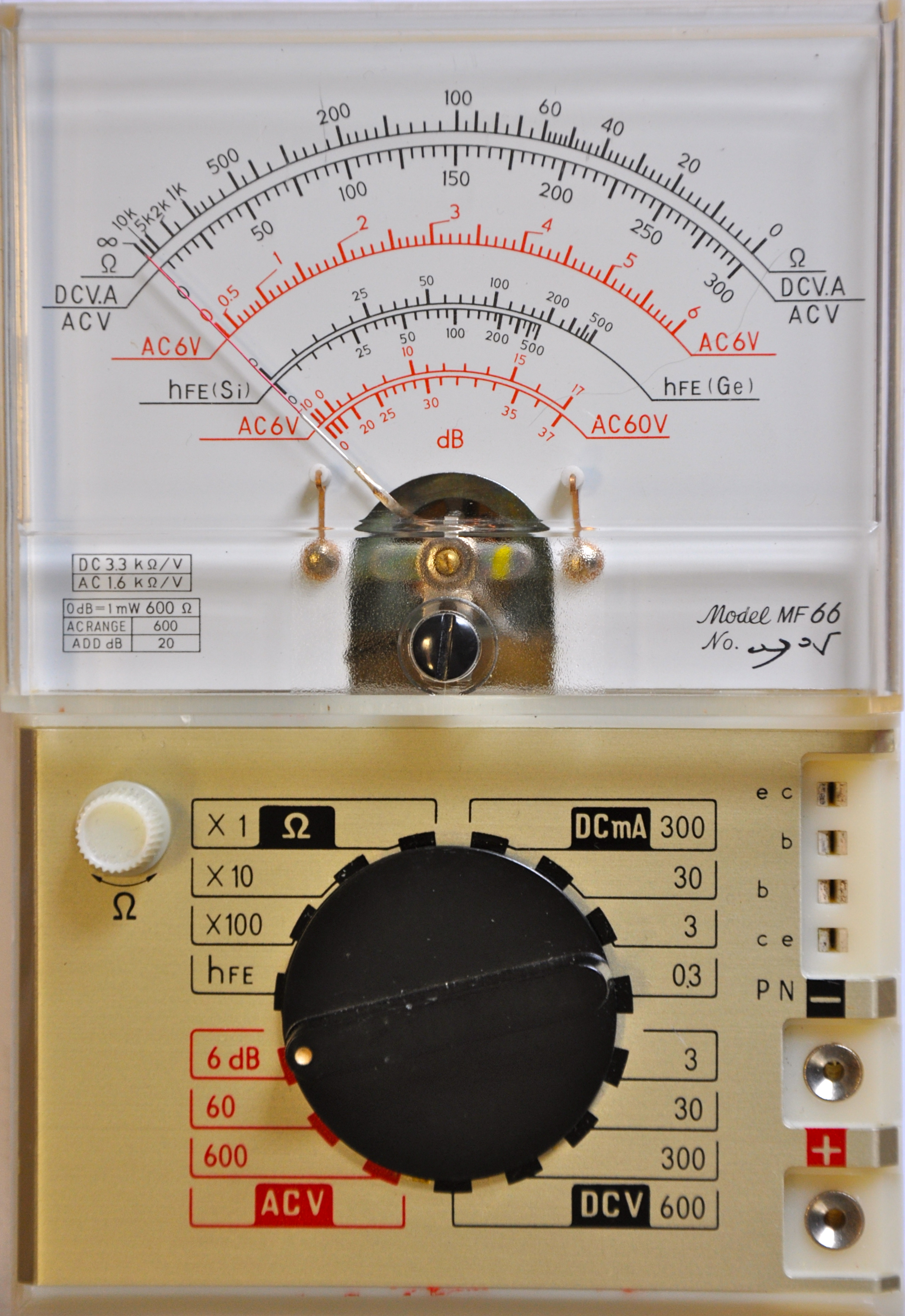
Multimeter mit Drehspulmesswerk

Seit einigen Jahren sind analoge Messgeräte auf vielen Gebieten durch digitale Messgeräte wie Digitalmultimeter ersetzt worden. Drehspulmessgeräte finden als bekanntestes Anwendungsbeispiel in Analogmultimetern Einsatz.
Als allgemeines Schaltsymbol dient ein Kreis mit einem diagonal eingezeichneten Pfeil. Soll die zu messende Größe direkt angegeben werden, schreibt man statt des Pfeils ihre Einheit oder manchmal auch ihr Formelzeichen in den Kreis.

### Strommessung
Drehspulmessgeräte können bis herab zum Messbereichsendwert {\displaystyle I_{MB}} von etwa 10 µA gefertigt werden. Für höhere Ströme bis etwa 100 mA wird die Drehspule aus dickerem Draht mit weniger Windungen gefertigt – der Spannungsabfall ist dann entsprechend geringer. 
Für noch größere Ströme wird ein Shunt eingesetzt – ein parallel zum Messwerk geschalteter Messwiderstand, der einen Teil des Stromes um das Messwerk herumleitet (Stromteiler). Dabei ist zum Messwerk außerdem ein Vorwiderstand erforderlich, damit die Temperaturabhängigkeit des Widerstands der Kupferspule die Stromteilung nur gering beeinflusst, zu Einzelheiten siehe unter Strommessgerät. Typische Anordnungen zur Strommessung mit Shunt sind auf einen Spannungsabfall von 60 mV bei Messbereichsendwert ausgelegt und sind in dieser Hinsicht vielen digitalen Strommessgeräten überlegen, welche meist einen Spannungsabfall von 200 mV besitzen.

### Spannungsmessung
Soll ein Drehspulmesswerk zur Spannungsmessung eingesetzt werden, benutzt man besonders stromempfindliche Messwerke. Wegen der Temperaturabhängigkeit des Spulenwiderstands {\displaystyle R_{Sp}} vermindert sich der Strom und damit die Anzeige bei konstanter Spannung allein schon durch die Eigenerwärmung. Zur Verminderung dieses Einflusses ist auch hier stets ein Vorwiderstand {\displaystyle R_{v}} erforderlich; zu weiteren Einzelheiten siehe unter Spannungsmessgerät. Damit bekommt man den kleinsten realisierbaren Spannungsmessbereich {\displaystyle U_{MB}=(R_{Sp}+R_{v})I_{MB}}. Für größere Spannungen wird {\displaystyle R_{v}} über den mindestens erforderlichen Wert erhöht; ein erhöhter Anteil der Spannung fällt am Vorwiderstand des Spannungsteilers ab. Man beschriftet die Skale trotz des auf Strom empfindlichen Messwerkes in  Einheiten der Spannung. Auch für den Spannungsmessbereich ergibt sich eine lineare Skale.

### Weitere Messgrößen
In Mess- und Prüfgeräten, in denen unmittelbar von einem Sensor oder mittels einer elektronischen Schaltung Strom oder Spannung geliefert wird, dienen Drehspulmessgeräte zur Anzeige der zu messenden Größe. Beispiele sind Widerstandsmessgeräte, Batterie-Prüfgeräte, Temperaturmessgeräte und Pegelanzeigen wie dem VU-Meter.
In elektromechanischen Leistungsmessern wird der Feldmagnet durch eine eisenlose Feldspule ersetzt, die ein Laststrom-proportionales Feld erzeugt. Die Drehspule wird über einen Vorwiderstand mit der Versorgungsspannung verbunden. Es ergibt sich eine Multiplikation der Momentan-Strom- und -Spannungswerte und eine Mittelwertbildung wegen der mechanischen Trägheit. Es handelt sich somit um eine echte Wirkleistungsmessung, die auch bei nicht sinusförmigen oder außer Phase liegenden Strömen und Spannungen funktioniert.

### Fallbügelregler
Fallbügelregler dienten als Zweipunktregler und bestanden aus einem großen Drehspulmesswerk und einer mechanischen Zeigerabtastung. Hierzu diente ein periodisch den Zeiger kurz niederdrückender Bügel sowie winkelverstellbare Neigungsschalter. Außerhalb der Abtastphase konnte sich der Zeiger frei bewegen. Später tastete man den Zeiger kraftfrei mittels induktiver Näherungsschalter ab.

## Fehlergrenzen
Zur Kennzeichnung einer möglichen Messabweichung wird vielfach ein Klassenzeichen einer Genauigkeitsklasse angegeben, das die Fehlergrenzen unter bestimmten Bedingungen angibt. Typische Werte des Klassenzeichens liegen bei 0,5 bis 2,5. 
Beispiel: Ein Messgerät der Genauigkeitsklasse 1 hat positive oder negative Messabweichungen von maximal 1 % des Messbereichsendwertes. Ist der Messbereich auf 30 V eingestellt, betragen die absoluten Fehlergrenzen 1 % · 30 V = 0,3 V im ganzen Messbereich. Je nach Betriebsbedingungen können die Fehlergrenzen um ein Mehrfaches größer sein.
Außerdem wird die Betriebslage (waagrecht oder senkrecht) angegeben.